# 澳洲馬鮫
澳洲馬鮫為輻鰭魚綱鱸形目鯖亞目鯖科的其中一種，分布於西太平洋的澳洲北部及巴布亞紐幾內亞海域，棲息深度可達100公尺，本魚腹鰭間的突起小而兩裂，側線逐漸地對於尾柄彎曲下來，泳鰾不存在，身體覆蓋著小鱗片，側邊有一些貧乏地圓斑點的固定的列，大於瞳孔但是比眼直徑更小，胸鰭的內面顏色較深藍色，頰部與腹面銀白色，臀鰭與肛門的離鰭淡的銀灰色，背鰭黑色，背鰭硬棘20-22枚，背鰭軟條17-20枚，臀鰭軟條17-19枚，脊椎骨50-52個，體長可達104公分，棲息在外海或沿岸沙底質、岩礁海域，成群活動，屬肉食性，以魚類、魷魚為食，可做為食用魚、遊釣魚，有雪卡魚中毒的報導。

## 擴展閱讀
維基物種上的相關：澳洲馬鮫